# Sài Sơn
Sài Sơn là một xã thuộc huyện Quốc Oai, thành phố Hà Nội, Việt Nam. Xã nằm giáp đại lộ Thăng Long, một trong những cửa ngõ của Thủ đô Hà Nội.
Xã có 6 thôn: Thụy Khuê, Đa Phúc, Khánh Tân, Sài Khê, Phúc Đức và Năm Trại.
Sài Sơn cũng quê hương cách mạng từ những ngày đầu 1930. Tại đây chi bộ đảng đầu tiên của tỉnh Sơn Tây cũ được thành lập. là nơi đã nuôi giấu các đồng chí cán bộ cao cấp của Đảng. Năm 1941, nơi đây đã treo lá cờ Đảng trên Núi Thày. Đặc biệt, Sài Sơn đã vinh dự 3 lần được đón Bác Hồ về làm việc.

## Vị trí địa lí & điều kiện tự nhiên[3]
Xã Sài Sơn nằm ở phía Bắc huyện Quốc Oai cách trung tâm Hà Nội 25 Km về phía Đông.
 - Tiếp giáp:
- Phía đông giáp xã Phượng Sơn.
- Phía tây giáp xã Quang Trung huyện Thạch Thất.
- Phía nam giáp Thị Trấn Quốc Oai.
- Phía bắc giáp với xã Liên Hiệp huyện Phúc Thọ.

- Tổng diện tích tự nhiên: 1.007,08 ha.
- Địa hình bằng phẳng, được chia thành 02 vùng gồm: Vùng Làng và vùng bãi ngăn cách bởi tuyến đê 46. Xã có sông Đáy chảy qua cung cấp nước tưới cho hơn 200ha lúa, màu ở khu vực bãi, có Núi Thầy vừa là danh lam thắng cảnh đẹp vừa là nơi có nhiều di tích lịch sử cấp Quốc gia.
- Số hộ: 6,140  hộ. Nhân khẩu: 21.219 người.
- Các thôn trong xã:
- Thôn Đa Phúc
- Thôn Khánh Tân
- Thôn Năm Trại
- Thôn Phúc Đức
- Thôn Sài Khê
- Thôn Thuỵ Khê

Sài Sơn (柴山) nằm trong vùng tiêp giáp giữa đồng bằng Bắc-bộ với vùng núi phía tây Bắc-bộ Việt-nam, đựơc bao thêm về phía đông-nam bởi dòng sông Đáy. Thắng cảnh tại đây được tạo nên bởi hệ thống dãy núi đá vôi trùng điệp trải dài trên rìa tây-nam sông Đáy từ núi Sài, Long Đẩu, Núi Ỏn, Hoa Phát, Bồ Nông, Hương Sơn, Phượng Hoàng kéo tới núi Trầm, xuyên sang Hương Tích, Bút Sơn, tới cả Ninh Bình, Non Nước, Bích Động, Bái Đính, cố đô Hoa Lư rồi ra phía nam cửa Đáy, xuống Biển-đông. Qua nhiều năm tháng, mưa nắng dãi dầu, thiên nhiên biến cải để thành nhiều đỉnh núi nhấp nhô muôn hình, vạn trạng với nhiều hang động bí ẩn, huyền ảo và nhiều bãi bằng, đứt gãy... to nhỏ khác nhau. Các núi đá vôi này còn là nguồn nguyên liệu cho công nghiệp xi-măng, xây dựng... tại địa phương.
Nổi bật trong các dãy núi còn sót lại tại địa phương là ngọn núi Sài và còn có tên gọi khác là núi Thầy hay núi Phật Tích. Núi cao 104m hình con rồng uốn lượn nằm dọc ven tây tỉnh lộ 81 (cũ) cắt qua thôn Đa Phúc từ Nam tới Bắc. Đầu Bắc núi Sài ngoặt về phía Đông chạm làng Thuỵ Khuê. Đuôi rồng thu nhỏ phía Nam cũng vổng lên cao giống như đầu rông phía Bắc ôm gọn chùa "Long" và cũng có tên là "Long Đẩu". Kề sát phía đông đường 81 là núi và chùa Hoa Phát toạ lạc đầu làng Sài-khê éo dài về phía núi "Phượng-hoàng" chếch theo hướng đông, đông-nam và bị chặn lại bởi dòng sông Đáy. Ban đầu hệ thống các núi Sài, núi Long Đẩu, núi Ỏn, Hoa Phát, Mỏm-vọ, Cánh-gà, Hương-sơn, Con-cóc, Quán-sáo, Phượng-hoàng, núi Chùa, Thìn-sơn, Phượng-hoàng, Bồ-nông... quây quần bên nhau tạo thành kỳ quan thiên nhiên. Đến nay nhiều ngọn núi đã bị khai thác, chỉ còn núi Sài, Long-đẩu, Hoa-phát, Phượng-hoàng và một phần núi Ỏn.

### Thôn Đa Phúc
Thôn Đa Phúc là địa phương có lịch sử lâu đời tại xã Sài Sơn. Địa giới gồm các xóm: Tân Hòa, Minh Trung, Đồng Mạc, xóm Rào, Phú Trang, Thượng, Minh Đức, xóm Tây, Tân Hương... Tại thôn còn nhiều di tích lưu lại có giá trị văn hóa và truyền thống cao, tiêu biểu là Di tích quốc gia đặc biệt Chùa Thầy , quán Tam Xã, Đình thôn Đa...
Đây là nơi chi bộ đảng được thành lập đầu tiên của tỉnh Sơn Tây. Tháng 8-1936, tại xóm Thượng, thôn Đa Phúc, 3 đồng chí: Nguyễn Đình Thỏa, Phan Trọng Tuệ, Đào Văn Tiễu đã thành lập Tổ Cộng sản Đa Phúc. Mùa thu năm 1937, Tổ Cộng sản Đa Phúc được chuyển thành Chi bộ dự bị do đồng chí Phan Trọng Tuệ làm Bí thư. Đầu năm 1938, đồng chí Trần Quý Kiên, Thường vụ Xứ ủy, Bí thư Thành ủy Hà Nội đã trực tiếp về Đa Phúc công nhận Chi bộ dự bị Đa Phúc thành chi bộ chính thức của Đảng, là chi bộ đầu tiên của tỉnh Sơn Tây khi đó.
Thôn Đa Phúc cũng là địa phương có truyền thống hiếu học, nơi sản sinh ra nhiều tài năng lớn như: Hoàng Giáp Tiến sĩ Phan Hoan, Phan Trọng Tuệ, Nhà giáo Ưu tú Phan Bá Ất, Phan Huy Ích, Phan Huy Chú, Tiến sĩ Khoa học Phan Trung Điền...

### Thôn Phúc Đức
Phúc Đức là một thôn thuộc xã Sài Sơn. Thôn cách chân núi Thầy khoảng 1.5km về phía Bắc. Thôn được lập ra từ việc thay đổi bản đồ địa chính đất của xã Dị Nậu và thôn Thụy Khuê. Gồm một cộng đồng cư trú khoảng hơn hai mươi dòng họ, trong đó dòng họ Tạ chiếm đa số. Trong thôn có chùa mang tên thôn thuộc quần thể danh lam thắng cảnh chùa Thầy. Thành phần tôn giáo gồm có ba tôn giáo chính là Phật giáo, Cao Đài Giáo và Thiên chúa giáo. Trong thôn được chia thành 2 khu vực dân cư. Khu vực bên trong đê thì gọi là "làng". Khu vực phía ngoài đê cạnh sông Đáy gọi là "trại".

## Thơ ca
Là địa phương có lịch sử, văn hóa lâu đời, từ xưa Sài Sơn đi vào trong thơ ca với những hình ảnh vùng quê thanh bình, yên ả của xứ Đoài:

Bao giờ trở lại đồng Bương, Cấn
Về núi Sài Sơn ngó lúa vàng
Sông Đáy chậm nguồn qua phủ Quốc
Sáo diều khuya khoắt thổi đêm trăng !
(Đôi mắt người Sơn Tây - Quang Dũng).

Vẫn sáng vầng trăng ru tiếng sáo
Diều khuya trầm bổng giọng quê hương
Đất đá ong trong lòng giếng mát
Ôi Sơn Tây, Sài Sơn yêu thương!
Sài Sơn kháng chiến mùa đông ấy
Đón Bác dừng chân, cuộc đánh dài
Mở những trang sau rừng Việt Bắc
- Buổi đầu kháng chiến Bác qua đây
(Nhớ một bóng núi - Quang Dũng).

Mây đá ngất trời xanh một dải,
Đứng non tiên ngoảnh lại cõi hồng trần.
Kìa thành quách, nọ nhân dân,
Bóng xe ngựa mấy lần coi thấp thoáng.
Nhân hướng mộng trung tranh tướng tướng,
Ngã tòng bôi lý trịch kiền khôn.
Bóng trăng thanh vừa hé sườn non,
Chừng Nhược thủy, Bồng sơn đâu cũng thế.
Ngồi tính đốt ba mươi hai tuổi lẻ,
Thấy nghiêng trời, lệch bể đã bao phen.
Bước chân ra còn mến chốn lâm tuyền,
Khách du lãm có duyên cùng cảnh đẹp.
Ba mươi sáu động trời còn chưa khép,
Vẫy cung nga bắc dịp để ta lên.
Nào ai là bạn Trích Tiên.

(Chơi chùa Thầy - Nguyễn Thượng Hiền).
Khen thay con tạo khéo khôn phàm,
Một đố giương ra biết mấy ngàm.
Triền đá cỏ leo sờ rậm rạp,
Lạch khe nước rỉ mó lam nham.
Một sư đầu trọc ngồi khua mõ,
Hai tiểu lưng tròn đứng giữ am.
Đến nơi mới biết rằng Thánh Hoá,
Chồn chân mỏi gối hãy còn ham.

(Chùa Sài Sơn, Hồ Xuân Hương, bản khắc 1922)

## Đặc sản địa phương

### Chè lam[7]
Điểm khác biệt của chè lam Sài Sơn so với những vùng khác là thường có thêm vài hạt lạc vàng ươm, thơm ngậy trên thanh bánh. Cầm thanh chè lam có vị thơm bùi của lạc, vị ngọt thanh của đường, vị ấm của gừng trên tay và nhâm nhi thưởng thức cùng chén trà xanh, du khách phương xa về trảy hội chùa Thầy khó có thể quên thứ đặc sản dân dã được làm từ tấm lòng hiếu khách và sự chân tình của người Sài Sơn. Đó cũng là một trong những sản vật không thể thiếu của người dân Sài Sơn dâng lên lễ thánh Từ Đạo Hạnh trong mỗi dịp lễ hội chùa Thầy hằng năm.

### Dơi ngựa[8]
Theo " Đại Nam nhất thống chí" và " Sơn Tây tỉnh địa chí". Xứ Đoài có bốn thứ quý, tục gọi là " Sơn Tây tứ dị":
Sài sơn chi biển bức,
Cấn xá chi lý ngư,
Thượng Hiệp chi kỳ bành,
Sen chiểu chi muống linh.

Sài sơn - làng Thầy có con dơi ngựa, Cấn Xá (ven sông Tích) có cá chép,  Thượng Hiệp sát huyện Phúc Thọ có cua đồng, Sen Chiểu (thị xã Sơn Tây) có rau muống.
Dơi ngựa Sài Sơn: Loại dơi này có hai loại là dơi trắng và dơi vàng. So với dơi trắng thì dơi ngựa có lông màu vàng quý hơn hẳn, nó thường được gọi là hoáng dơi và là loại dơi cực kì quý được dùng để tiến vua. Dơi ngựa sống ở trong hang, để bắt được chúng rất kỳ công, bù lại thịt dơi béo núc, mập mạp.

## Di tích, Danh thắng

### Quần thể di tích Chùa Thầy
Di tích, thắng cảnh nổi tiếng nhất tại xã Sài Sơn có thể kể đến là Di tích quốc gia đặc biệt Chùa Thầy - địa điểm hàng năm thu hút lượng khách du lịch lớn đến tham quan lễ Phật. Chùa Thầy cũng là nơi gắn liền với tên tuổi của thiền sư Từ Đạo Hạnh. Ông đã tu hành ở đây rồi hóa thánh tại một hang đá có tên gọi là hang Thánh Hóa bên cạnh chùa Thượng trên núi Sài Sơn. Vì vậy hang này được gọi là hang Thánh Hóa. Tương truyền, sau khi đã hóa, ông đầu thai vào làm con của Sùng Hiền Hầu và trở thành nhà vua Lý Thần Tông. Theo dân gian, ông cũng chính là ông tổ của môn múa rối nước, thường được biểu diễn khi lễ hội vào ngày 07 tháng 3 âm lịch hàng năm.

### Nhà lưu niệm Chủ tịch Hồ Chí Minh
Nhà lưu niệm Chủ tịch Hồ Chí Minh dưới chân núi Thầy, cạnh chùa Một Mái (xã Sài Sơn, huyện Quốc Oai, Hà Nội), là địa điểm tham quan hàng đầu tại Di tích quốc gia đặc biệt chùa Thầy và khu vực núi đá Sài Sơn, Hoàng Xá, Phượng Cách. Nơi đây, trong những tháng năm chỉ đạo cuộc kháng chiến trường kỳ chống thực dân Pháp xâm lược, Chủ tịch Hồ Chí Minh đã lưu lại từ ngày 3-2 đến ngày 3-3-1947.
Sách "Lịch sử - Văn hóa Quốc Oai" (NXB Lao Động, 2010), trang 523, viết: "Hồ Chủ tịch về làm việc tại núi Thầy (Sài Sơn) đúng 1 tháng, từ 3-2 đến 3-3-1947. Trong thời gian này, Hồ Chủ tịch cùng Trung ương Đảng và Chính phủ giải quyết nhiều việc trọng đại".
Vào tối 2-3-1947, Bác rời làng Thầy, xuống Phủ đường Quốc Oai, chủ trì phiên họp cuối cùng của Hội đồng Chính phủ tại đây. Hội nghị bàn nhiều việc, trong đó có việc phải cấp tốc chuyển cơ quan lên chiến khu Việt Bắc vì thực dân Pháp đã mở rộng tiến đánh ra vùng ngoại vi Hà Nội. Họp xong, dù đã 4h sáng, Bác còn ghé thăm Ủy ban kháng chiến Hành chính Khu II đóng ở chùa Một Mái, dưới chân núi Hoàng Xá (nay thuộc thị trấn Quốc Oai). Người đã nghỉ lại đó cả ngày 3-3-1947. Đến tối, đồng chí Trần Đăng Ninh và một số cán bộ đến đón, đưa Bác lên Trung Hà, qua phà Phú Thọ, nghỉ lại ở đồn điền Cổ Tiết, rồi từ đó di chuyển dần lên Việt Bắc. Tại chiến khu Việt Bắc, Bác đã cùng Trung ương Đảng tiếp tục lãnh đạo cuộc kháng chiến trường kỳ chống thực dân Pháp cho đến ngày thắng lợi hoàn toàn.

### Quán Tam Xã
Quán Tam Xã là tên gọi riêng của đền thờ Đỗ Tướng Công (Đỗ Cảnh Thạc, vị tướng trấn giữ và cai trị vùng Đỗ Động Giang - đạo Quốc Oai thời 12 sứ quân), ở xã Sài Sơn, huyện Quốc Oai, Hà Nội. Sở dĩ đền có tên như vậy là do 3 thôn Đa Phúc, Sài Khê và Thụy Khuê, trước kia là 3 xã Đa Phúc, Sài Khê và Thụy Khuê (thuộc huyện An Sơn) đều thờ Tướng quân Đỗ Cảnh Thạc làm Thành hoàng.
Theo Thần tích Ngô Quyền, Thần phả Đỗ Tướng Công và lưu truyền trong dân gian thì đền thờ tại xã Sài Sơn được lập ngay trên mộ phần của Tướng quân Đỗ Cảnh Thạc, ngay khi Ngài mới hóa vào năm Mậu Thìn (968). Sau đó đúng một giáp, tức năm 980, Lê Đại Hành vừa lên ngôi Vua đã cấp tiền, vàng cho nhân dân địa phương xây dựng đền thờ Đỗ Tướng Công nguy nga lộng lẫy để cho xứng đáng với công lao giúp nước, dạy dân của Ngài. Ngôi đền đã được UBND tỉnh Hà Tây cấp bằng chứng nhận Di tích lịch sử - văn hóa năm 2002.
Quán Tam Xã tọa lạc trên một khu đất bằng phẳng, thoáng đãng, rộng khoảng 900m2 thuộc thôn Sài Khê, xã Sài Sơn, huyện Quốc Oai, Hà Nội. Từ trung tâm thành phố đến di tích khoảng trên dưới 20 km theo 2 lối đi: một là theo lối Hà Đông, hoặc theo Đại lộ Thăng Long đều rất thuận tiện. Di tích nằm sát đường liên huyện, gần với quần thể di tích – danh lam Chùa Thầy của xã Sài Sơn.
Quán Tam Xã còn có tên đền Tam Xã, đền Trình hay đền thờ Đỗ tướng công nằm ở trung tâm xã Sài Sơn. Xưa dân 3 làng Sài Khê, Thụy Khê, Đa Phúc là 3 xã cùng chung một đền thờ. Nay tam xã hợp nhất vào Sài Sơn nhưng mỗi làng đều xây dựng một ngôi đình để thờ vọng Đỗ tướng công. Vị trí xã Sài Sơn tương truyền là nơi sứ quân Đỗ Cảnh Thạc hóa.

### Hệ thống núi đá vôi[9]
Chùa Thầy và khu vực núi đá Sài Sơn, Hoàng Xá, Phượng Cách đã được khoa học xác định là một môi trường có giá trị khảo cổ. Năm 1968, Viện Khảo cổ học Việt Nam đã khai quật khu gò cao trước cửa động Hoàng Xá, sau đó công bố "Di chỉ tại xã Hoàng Ngô, đã thu được 185 di vật đồ đá, đồ đồng, thuộc thời đại kim khí, loại hình văn hoá niên đại Gò Mun". Năm 1994 Khoa Sử trường Đại Học Tổng Hợp Hà Nội phối hợp với Sở Văn hoá Thông tin Hà Tây (cũ) tiến hành khai quật di chỉ khảo cổ Phượng Hoàng với diện tích 43,6m2. Hiện vật thu được gồm xương động vật các công cụ bằng đá, vòng trang sức, các chạc gốm và mảnh gốm vụn và một số đoạn dây đồng… Các hiện vật cho xác định di chỉ có thời đại đồng thau Phùng Nguyên.
Khu núi đá Sài Sơn, Hoàng Xá, Phượng Cách hiện còn 11 ngọn núi sót nổi lên rải rác trong một vùng rộng thuộc địa bàn 4 xã Sài Sơn, Phượng Cách, Yên Sơn và thị trấn Quốc Oai: gồm các ngọn núi: Sài Sơn, Long Đẩu, Hoa Sơn, Hương Sơn (Hổ Sơn) Phượng Hoàng thuộc xã Sài Sơn. Xã Phượng Cách có các ngọn Kỳ Lân, Sơn Tượng và một phần núi Phượng Hoàng chung với xã Sài Sơn. Xã Yên Sơn có các ngọn Âm Giang, Ông Minh và Đồng Hè (Mỏm Vọ) và ngọn Hoàng Xá thuộc thị trấn Quốc Oai.
Nổi tiếng nhất trong hệ thống núi là ngọn núi Sài Sơn, ngọn núi được gọi là núi Thầy, có hình vòng cung cao khoảng 100m từ Sài Sơn kéo xuống tận Hoàng Xá với bán kính trên 3km. Trên núi có nhiều hang động nổi tiếng như hang Cắc cớ (hang Thần) hang Thánh Hoá, hang Bò, hang Gió; lại có Chợ Trời trên đỉnh, quả núi như một vườn thực vật lớn với nhiều loại cây cổ thụ có tuổi đến gần ngàn năm, một vườn thuốc quý mà tự nhiên ban tặng.
Ngọn núi đứng thứ hai trong hệ thống là núi Hoàng Xá (còn gọi là tượng Linh hay núi Ba Ngai) nằm ở địa phận thôn Hoàng Xá của thị trấn Quốc Oai. Núi Hoàng Xá có động Xuyên Sơn hai cửa. Cửa chính ở hướng Đông Nam, đi ra chùa Một Mái (Hoàng Kim tự), cửa sau đi ra hướng Tây Bắc. Vòm động rộng, cao hơn 50m, có 3 lỗ thông thiên. Trong động có nhiều nhũ đá rủ với nhiều hình tượng đẹp.

## Hạ tầng giao thông
Tuyến đường giao thông quan trọng tại xã gồm: ĐT421B, DT420
Ngoài ra tuyến đường CT08 (Đại lộ Thăng Long hay Đường cao tốc Láng – Hòa Lạc) tiếp giáp với xã ở phía Nam và là tuyến cao tốc nối trung tâm Hà Nội với quốc lộ 21A cũ, nay là điểm đầu của đường Hồ Chí Minh. Chiều dài toàn tuyến 29km, hiện là một phần của đường xuyên Á AH8990.

## Danh nhân tiêu biểu
- Thiền sư Từ Đạo Hạnh
- Hoàng Giáp Tiến sĩ Phan Hoan (1418-1472)
- Phan Huy Ích.
- Phan Huy Chú.
- Phan Trọng Tuệ. Cố phó thủ tướng, sinh tại thôn Đa Phúc.
- Tiến sĩ Khoa học Phan Trung Điền.
- Nhà giáo Ưu tú Phan Bá Ất.